# Woodville (Australia Meridionale)
Woodville è un sobborgo di Adelaide, in Australia Meridionale; esso si trova 10 chilometri a nord-ovest del centro cittadino ed è la sede della Città di Charles Sturt. Al censimento del 2006 contava 1.975 abitanti.